# Сидхи (округ)
Си́дхи (хинди सिधी जिला; англ. Sidhi) — округ в индийском штате Мадхья-Прадеш. Административный центр — город Сидхи. Площадь округа — 10 526 км².
По данным всеиндийской переписи 2001 года население округа составляло 910 983 человека. Уровень грамотности взрослого населения составлял 52,3 %, что ниже среднеиндийского уровня (59,5 %). Доля городского населения составляла 14,3 %.